# ГЕС Lower Jurala
ГЕС Lower Jurala — гідроелектростанція в центральній частині Індії у штаті Телангана. Знаходячись між ГЕС Priyadarshini Jurala (вище по течії) та ГЕС-ГАЕС Срісайлам, входить до складу каскаду на одній з найдовших річок країни Крішні (тече на схід із Західних Гатів та впадає у Бенгальську затоку на узбережжі штату Андхра-Прадеш).
Станцію вирішили розташувати за 8 км нижче по течії від введеної в експлуатацію у 2008 році ГЕС Priyadarshini Jurala. Потужність обох об'єктів запроектували як майже однакову, що дозволяло їм працювати синхронно та нівелювало потребу у водосховищі для нижньої ГЕС. Спорудження останньої почалось наприкінці 2000-х (зокрема, контракт на постачання обладнання з компанією Alstom уклали того ж 2008-го), проте дещо затрималось через низку подій: сильні повені 2009, 2010, 2012 та 2013 років, а також перерву в бетонуванні правобережної частини греблі через протести місцевих мешканців, що тривали понад 19 місяців. В підсумку у 2013—2014 роках провели пускові роботи на перших двох гідроагрегатах та вели роботи на третьому, коли 30 липня 2014-го через надмірне скидання повеневої води через греблю ГЕС Priyadarshini Jurala сталось затоплення машинного залу нової станції. Осушити його вдалось лише на початку вересня, після чого почались відновлювальні роботи. Агрегати 2 та 1 повторно запустили осінню 2015-го, а наступного року почали вводити в експлуатацію наступні.
В межах проекту Крішну перекрили греблею довжиною біля 1 км, яка потребувала 220 тис. м3 бетону. Ліворуч від неї облаштували короткий — 0,3 км — підвідний канал, перекритий по завершенні приміщенням машинного залу (на нього пішло ще 226 тис. м3 бетону). Основне обладнання станції становлять шість бульбових турбін потужністю по 40 МВт, які працюють при напорі у 20 метрів (гребінь греблі знаходиться на рівні 299 метрів НРМ, тоді як рівень нижнього б'єфу коливається між 279,7 та 273,7 метра НРМ). Відпрацьована вода повертається в річку через відвідний канал довжиною 2 км, шириною 60 метрів та глибиною 9 метрів.
Видача продукції відбувається по ЛЕП, розрахованій на роботу під напругою 220 кВ.
Проект почали реалізовувати ще у штаті Андхра-Прадеш через Andhra Pradesh Power Generation Corporation, проте його завершено після виділення нового штату Телангана, який наразі має власну енергетичну компанію Telangana Power Generation Corporation.